# Gabriel Possenti
São Gabriel das Dores (também conhecido como São Gabriel da Virgem Dolorosa ou São Gabriel de Nossa Senhora das Dores), (nascido Francesco Possenti 1 de março de 1838 – 27 de fevereiro de 1862) viveu no século XIX, na cidade de Isola del Gran Sasso, na região de Abruzzo, Itália.  Ele era conhecido por sua grande devoção às dores da virgem mãe de Cristo.

## Infância
Francesco Possenti nasceu em 1 de março de 1830 em Assis, Itália, o décimo de treze filhos de Sante Possenti, um advogado que exercia o cargo de prefeito. Sua mãe, Angese Frisciotti, era de nobre descendência, e morreu quando Gabriel tinha apenas quatro anos. Ele era uma criança vivaz e feliz, com uma tendência de ser desobediente e ficar com raiva cada vez que era repreendido pelo pai.  O comandante da guarnição militar de Spoleto ensinou o menino a manejar a pistola e o fuzil. Gabriel era considerado exímio cavaleiro e atirador, a caça sendo seu lazer favorito. 
Começou a frequentar o colégio dos jesuítas em Spoleto aos 13 anos. Durante seus anos na escola, ele se mostrou um aluno inteligente e genial, agradando tanto os professores quanto os colegas.  Durante esse tempo, ele mostrou um amor para as coisas do mundo. Seus biógrafos dizem que ele era elegante, grande dançarino e não perdia uma festa. Ele frequentava o teatro e lia romances, reconhecendo mais tarde quão perigosas essas atividades eram para a sua alma. Com essas estrepolias e vida de playboy desregrada, ninguém acreditou quando ele disse que após completar seus estudos iria tornar-se padre. Na verdade, durante uma grave doença que o acometeu, ele fez a promessa que, se ficasse bom, dedicaria sua vida a Deus. Passada a doença, é claro que esqueceu o prometido. Porém, outra vez caiu enfermo e novamente repetiu a promessa. Depois de curado e mais uma vez esquecido o prometido, estava ele assistindo uma procissão que passava com uma grande imagem de Nossa Senhora, quando os olhos da Virgem fitaram-no fixamente e ele ouviu as palavras: "Cumpra sua promessa!". Abalado após o sinal divino ele decidiu cumprir o prometido e, com vinte anos de idade, entrou para o seminário local onde recebeu o nome de irmão Gabriel.

## Passionista
Em 1860, após a batalha de Castelfidardo, cerca de vinte mercenários renegados, ligados ao exército de Garibaldi, apareceram na cidade para pilhá-la e aterrorizar os moradores. Irmão Gabriel, com a autorização do reitor do seminário, caminhou desarmado para o centro da cidade para enfrentar os terroristas. Um dos mercenários, que estava prestes a violentar uma jovem, ridicularizou-o por vir sozinho enfrentá-los.
Possenti, numa rápida manobra, tirou o revólver da cintura do mercenário e ordenou que ele soltasse a mulher. Enquanto o homem obedecia ele rendeu outro soldado que se aproximava e apropriou-se de outro revólver. Ao verem o que estava acontecendo, os demais mercenários acorreram em defesa dos companheiros para subjugar o impertinente monge.
Nesse momento, uma pequena lagartixa atravessou a rua entre Possenti e a tropa que se aproximava. Quando por um breve momento o animal parou, Possenti fez pontaria e matou-o com um único tiro certeiro. Apontando agora os dois revólveres para os mercenários, Possenti ordenou que todos largassem suas armas imediatamente. Diante da exibição de pontaria, os soldados obedeceram. Possenti ordenou, também, que eles apagassem todos os focos de incêndio que haviam iniciado e que deixassem a cidade imediatamente.
Após a retirada dos mercenários, o povo agradecido levou Possenti nos braços até o seminário chamando-o de "O salvador de Isola". [carece de fontes?]
Possenti queria ser enviado para as Missões após sua ordenação, entretanto morreu muito jovem, em 1862, aos 23 anos. 

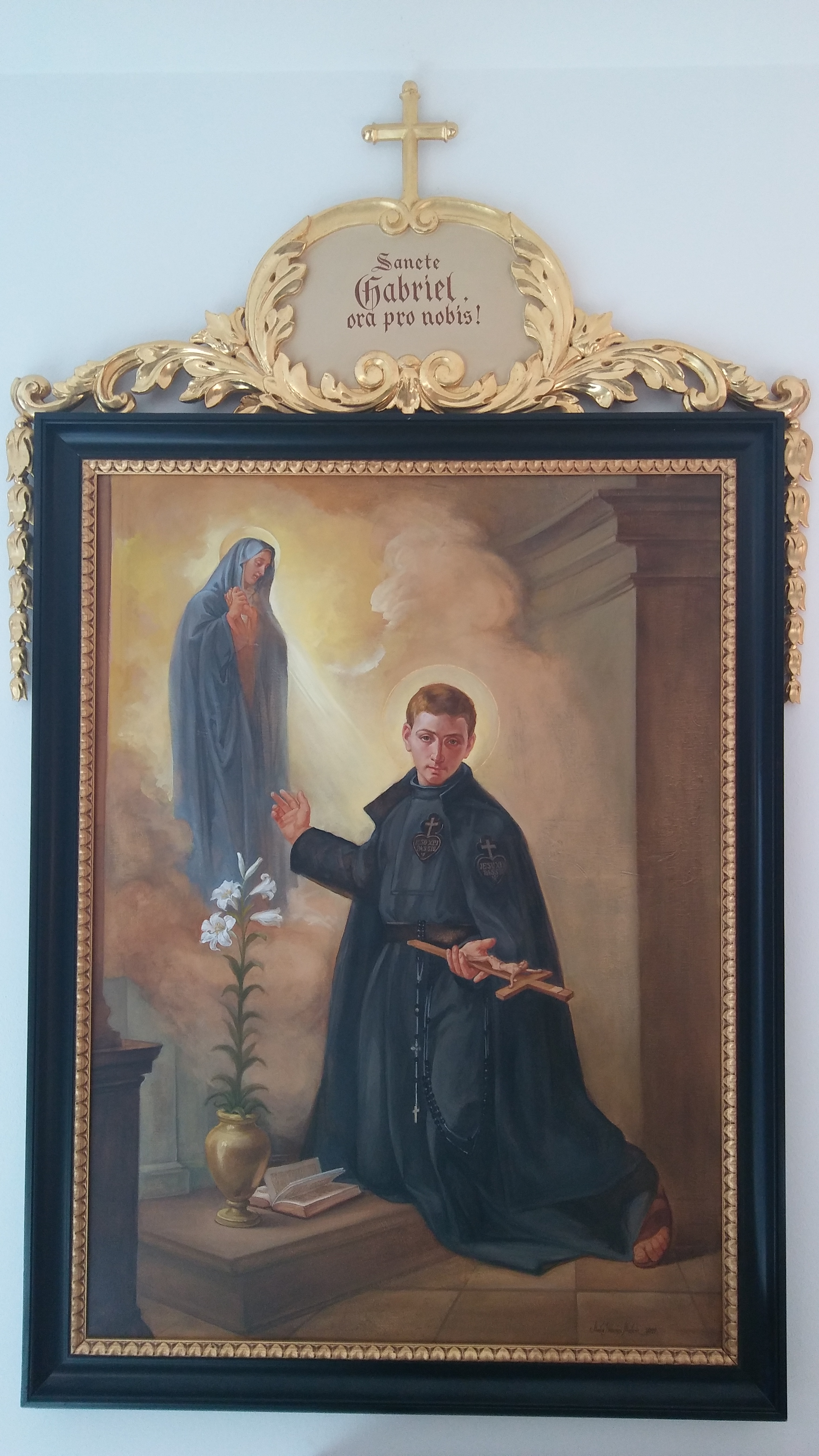
São Gabriel da Virgem Dolorosa (pintura no salão paroquial de Fiè allo Sciliar)

## Canonização
Foi canonizado em 1920 pelo Papa Bento XV como São Gabriel Possenti da Madre Dolorosa e, junto com Santo Aloisio, é considerado um dos padroeiros da juventude. Sua festa é comemorada no dia 27 de fevereiro.
É evidente que não foi o episódio acima que levou à canonização de São Gabriel Possenti mas, com seu exemplo, Possenti mostrou que a santidade não é antagônica às demais virtudes humanas como coragem e determinação.

## Patrocínio
Por tudo isto, atiradores e armeiros de todo mundo estão em campanha para torná-lo também Padroeiro dos Cidadãos Armados. A campanha é liderada por John Snyder, um ex-seminarista e atirador americano que entregou ao Papa João Paulo II, em 05/03/2001, uma medalha da Sociedade São Gabriel Possenti onde se vê na frente uma imagem do Santo, um revólver e uma salamandra rodeados pelos dizeres: "São Gabriel Possenti protetor dos atiradores". No verso vê-se um alvo estilizado e os dizeres: "Guie nossa mira para acertar no centro. Proteja-nos dos inimigos do amor, da justiça e da liberdade". Em carta datada de 12/03/2001, o Secretário de Estado do Vaticano, Monsenhor Pedro Lopez Quintana escreveu a John Snyder que "o Papa apreciou o presente e os devotados sentimentos que o motivaram".
Em sua carta de encaminhamento da medalha ao Papa, Snyder afirma que "nossa devoção a São Gabriel Possenti é porque seu exemplo nos mostra a conexão íntima e consistente que existe entre o direito à vida, o direito à defesa própria, o direito a posse dos meios de defesa e o direito de armar-se para a defesa própria".